# 皮德杜比夫卡
50°34′10″N 31°57′10″E / 50.56944°N 31.95278°E
皮德杜比夫卡（烏克蘭語：Піддубівка），是烏克蘭的村落，位於該國北部切爾尼戈夫州，由普里盧基區負責管轄，始建於1629年，面積1.92平方公里，海拔高度127米，2001年人口133，人口密度每平方公里69.4人。